# Tae In-ho
Park Sang-yeon (en hangul, 박상연; RR: Bak Sang-yeon) más conocido como Tae In-ho (hangul: 태인호; RR: Tae In-ho), es un actor surcoreano.

## Biografía
Estudió en la Universidad Kyungsung.
Su primo es el actor surcoreano Park Hae-joon.
Es dueño de un cafetería llamada "Deniro Coffee Roasters" en Hapjeong, Seúl.

## Carrera
Es miembro de la agencia "Ace Factory" (에이스팩토리). Previamente formó parte de la agencia SBD Entertainment.
En el 2013 se unió al elenco de la serie The Blade and Petal (también conocida como "Sword and Flower") donde interpretó a uno de los guardaespaldas del Rey Bojang (On Joo-wan).
En 2015 apareció como invitado en la serie Hello Monster, donde dio vida a Yang Seung-hoon, un chaebol y asesino en serie.
En febrero del 2016 se unió al elenco recurrente de la popular serie Descendants of the Sun, donde interpretó a Han Suk-won, el presidente del hospital Haesung.
En julio del mismo año se unió al elenco recurrente de la serie The Good Wife, donde dio vida a Oh Joo-hwan, el abogado de Lee Tae-joon (Yoo Ji-tae).
El 7 de noviembre del mismo año apareció por primera vez como invitado durante el primer y segundo episodio de la popular serie Romantic Doctor, Teacher Kim (también conocida como "Dr. Romantic"), donde interpretó a Moon Tae-hwa, el novio de la doctora Yoon Seo-jung (Seo Hyun-jin), quien muere de una hemorragia cerebral después de estar un accidente automovilístico.
En abril del 2017 se unió al elenco recurrente de la serie Man to Man, donde dio vida a Seo Gi-chul, un agente de operaciones negras y líder del equipo alfa que se enfrenta cara a cara con Kim Seol-woo (Park Hae-jin).
El 16 de julio del mismo año apareció como invitado durante el duodécimo episodio de la serie Forest of Secrets (también conocida como "Stranger"), donde interpretó a Kim Byung-hyun, el editor del "The Sungmoon Daily".
Ese mismo año se unió al elenco recurrente de la serie Just Between Lovers, donde dio vida a Jung Yoo-taek, el hermano mayor de Jung Yoo-jin (Kang Han-na).
En mayo del 2018 se unió al elenco recurrente de la serie About Time, donde interpretó al doctor Park Sung-bin, el amigo de Lee Do-ha (Lee Sang-yoon).
En julio del mismo año se unió al elenco recurrente de la serie Life, donde dio vida a Sunwoo Chang, el coordinador del centro de trasplantes, hasta el final de la serie en septiembre del mismo año.
En abril del 2019 se unió al elenco recurrente de la serie My Fellow Citizens!, donde interpretó a Han Sang-jin, un político nuevo así como el hermanastro de la detective Kim Mi-young (Lee Yoo-young).
El 16 de diciembre del mismo año apareció por primera vez en la serie Black Dog: Being A Teacher, donde dio vida a Kim Young-ha, el antiguo profesor de secundaria de Go Ha-neul (Seo Hyun-jin), a la que salvó la vida en un accidente de tráfico.
El 6 de junio del 2020 se unió al elenco de la serie Soul Repairer, (también conocida como "Fix You" y/o "Soul Mechanic"), donde interpretó al profesor y psiquiatra In Dong-hyuk, hasta el final de la serie el 25 de junio del mismo año.
El 15 de mayo del mismo año apareció por primera vez como invitado en la serie The King: The Eternal Monarch donde interpretó a Choe Min-hwan, el exesposo de la primera ministra Goo Seo-ryung (Jung Eun-chae), quien ahora está en la cárcel.

## Filmografía

### Series de televisión
| Año         | Título                           | Personaje              | Notas                              |
| ----------- | -------------------------------- | ---------------------- | ---------------------------------- |
| 2022        | The Empire                       | Nam Soo-hyuk           | [ 11 ]                             |
| 2022        | Besos y presagios                | Oh Seung-taek          | [ 12 ]                             |
| 2022        | Crazy Love                       | Periodista             | (aparición especial)               |
| 2022        | Ghost Doctor                     | Han Seung-won          |                                    |
| 2021        | School 2021                      | Mtro. Kim Moo-myung    | ep. #1 - (aparición especial)      |
| 2021        | Hometown                         | Son Ji-seung           |                                    |
| 2021        | Sisyphus: The Myth               | Eddie Kim              | [ 14 ]                             |
| 2020        | Forest of Secrets 2 (Stranger 2) | Kim Byung-hyun         | 3 episodios - (aparición especial) |
| 2020        | Mystic Pop-Up Bar                | Kang In-ho             | ep. #6 - (aparición especial)      |
| 2020        | Soul Mechanic                    | Psiq. In Dong-hyuk     | 32 episodios                       |
| 2020        | The King: The Eternal Monarch    | Choe Min-hwan          | 2 episodios                        |
| 2020        | Drama Festa: Hello Dracula       | -                      | [ 16 ]                             |
| 2019        | Black Dog: Being A Teacher       | Kim Young-ha           | 2 episodios                        |
| 2019        | My Fellow Citizens!              | Han Sang-jin           | [ 17 ]                             |
| 2019        | Confession                       | -                      |                                    |
| 2019        | Drama Festa: Luwak Human         | -                      |                                    |
| 2018        | Shine Go Back                    | Padre de Ji-ho         |                                    |
| 2018        | Life                             | Sunwoo Chang           |                                    |
| 2018        | About Time                       | Dr. Park Sung-bin      |                                    |
| 2018        | Welcome to Waikiki               | Kim Jae-woo            | 2 episodios                        |
| 2017 - 2018 | Just Between Lovers              | Jung Yoo-taek          |                                    |
| 2017        | Sweet Revenge                    | Maestro                |                                    |
| 2017        | Forest of Secrets (Stranger)     | Kim Byung-hyun         | ep. #12                            |
| 2017        | Han Yeo Reum's Memory            | Oh Je-hoon             | 2 episodios                        |
| 2017        | Man to Man                       | Seo Gi-chul            |                                    |
| 2016        | Romantic Doctor, Teacher Kim     | Dr. Moon Tae-hwa       | 2 episodios                        |
| 2016        | The Good Wife                    | Oh Joo-hwan            |                                    |
| 2016        | Descendants of the Sun           | Han Suk-won            |                                    |
| 2016        | Madame Antoine                   | Kang Tae-hwa           | 2 episodios                        |
| 2015        | Assembly                         | -                      |                                    |
| 2015        | Hello Monster                    | Yang Seung-hoon        |                                    |
| 2015        | Let's Eat 2                      | Lee Joo-seung          | ep. #16                            |
| 2014        | Misaeng (Incomplete Life)        | Song Jeon-shik         |                                    |
| 2013        | The Blade and Petal              | Guardaespaldas de Jang |                                    |

### Películas
| Año  | Título                                 | Personaje                | Notas                                                                                                 |
| ---- | -------------------------------------- | ------------------------ | --- |
| 2022 | The Man Only I Can See                 | -                        | junto a Jeon Sung-woo, Choi Yu-hwa, Bae Soo-bin, Jeon Seok-ho, Kim Eui-sung y Kang Hye-jung           |
| 2019 | Family Affair                          | Kyung-hwa                | junto a Jang Hye-jin, Lee Ga-sub, Kim Ji-young, Lee Hyo-je, Lee Sang-hee y Lee Jong-won               |
| 2019 | Juror 8                                | Presidente del Tribunal  | junto a Moon So-ri, Park Hyung-sik, Baek Soo-jang, Seo Jeong-yeon y Jo Han-chul                       |
| 2018 | Fengshui                               | Chun Hee-yeon            | junto a Jo Seung-woo, Ji Sung, Kim Sung-kyun, Lee Won-keun, Kang Tae-oh y Kim Min-jae                 |
| 2017 | V.I.P.                                 | Agente Tae               | junto a Jang Dong-gun, Kim Myung-min, Lee Jong-suk, Peter Stormare y Park Sung-woong                  |
| 2016 | The Map Against The World              | Kim Sung-il              | junto a Cha Seung-won, Yoo Jun-sang, Kim In-kwon, Nam Ji-hyun, Shin Dong-mi y Nam Kyung-eup           |
| 2015 | The Exclusive: Beat the Devil's Tattoo | Líder del equipo Yoo     | junto a Jo Jung-suk, Lee Ha-na, Lee Mi-sook, Kim Eui-sung, Bae Seong-woo y Kim Dae-myung              |
| 2015 | Director's CUT                         | Hwang Jin-hoo            | junto a Park Jung-pyo, Han Song-hee, Kim Ha-yeong y Jang Ki-hoon                                      |
| 2015 | Shadow Island                          | Young-do                 | junto a Lee Sang-hee, Kim Geun-soo y Hong Kyung-joon                                                  |
| 2014 | Ode To My Father                       | Yoon Gi-joo              | junto a Hwang Jung-min, Yunjin Kim, Oh Dal-su, Jung Jin-young, Jang Young-nam y Ra Mi-ran             |
| 2013 | Around The World                       | Soldado Lee              | |
| 2013 | Very Ordinary Couple                   | Instructor               | junto a Kim Min-hee, Lee Min-ki, Ha Yeon-soo, Ra Mi-ran y Choi Moo-sung                               |
| 2013 | The New World                          | Subordinado              | junto a Lee Jung-jae, Choi Min-sik, Hwang Jung-min, Park Sung-woong y Song Ji-hyo                     |
| 2013 | Ohayo Sapporo                          | Hiro                     | junto a Kim So-yi                                                                                     |
| 2012 | Dancing Queen                          | Asistente del Director   | junto a Uhm Jung-hwa, Hwang Jung-min, Jung Sung-hwa, Lee Han-wi, Ra Mi-ran y Oh Na-ra                 |
| 2012 | Miss Conspirator                       | -                        | junto a Go Hyun-jung, Yoo Hae-jin, Sung Dong-il, Lee Moon-sik, Ko Chang-seok y Jin Kyung              |
| 2012 | Poison Frog                            | Soldado Park             | junto a Jo Jae-yoon, Jung Hee-tae, Kim Chul-moo, Kim Hyun-sung y Hong Ki-joon                         |
| 2011 | Children...                            | Productor Choi           | junto a Park Yong-woo, Ryu Seung-ryong, Sung Dong-il, Sung Ji-ru, Kim Yeo-jin, Ra Mi-ran y Lee Si-eon |
| 2011 | Perfect Game                           | -                        | junto a Jo Seung-woo, Yang Dong-geun, Choi Jung-won, Juni y Cho Jin-woong                             |
| 2010 | Vegetarian                             | Sang-min                 | junto a Chae Min-seo, Kim Yeo-jin, Kim Hyun-sung y Yoon Ji-hye                                        |
| 2010 | Wedding Dress                          | Residente                | junto a Song Yoon-ah, Kim Hyang-gi, Jeon Mi-seon, Kim Yeo-jin, Kim Ye-ryeong y Lee Ki-woo             |
| 2010 | Lady Daddy                             | Vendedor de trajes       | junto a Lee Na-young, Kim Ji-seok, Jeong Ae-yeon, Kim Hee-su, Lee Pil-mo y                            |
| 2009 | White Butterfly                        | -                        | junto a Jo Seung-yeon, Choi Jung-nam y Seo Bo-ik                                                      |
| 2009 | Tidal Wave                             | -                        | junto a Sol Kyung-gu, Ha Ji-won, Park Joong-hoon, Uhm Jung-hwa, Kim Yoo-bin y Lee Min-ki              |
| 2009 | Handphone                              | -                        | junto a Uhm Tae-woong, Park Yong-woo, Park Sol-mi, Lee Se-na, Kim Nam-gil y Hwang Bo-yeon             |
| 2008 | Truck                                  | -                        | |
| 2008 | Crossing                               | -                        | junto a Cha In-pyo, Sin Myeong-cheol, Seo Young-hwa, Jung In-gi y Joo Da-young                        |
| 2007 | Meet Mr. Daddy                         | Oficial de la Policía    | junto a Park Shin-yang, Seo Shin-ae, Ye Ji-won, Lee Geung-young, Ji Jin-hee y Yoo Jae-myung           |
| 2004 | Ghost House                            | Miembro del grupo        | junto a Cha Seung-won, Jang Seo-hee, Jang Hang-sun, Son Tae-young, Jin Yoo-young y Jang Hyun-sung     |
| 2004 | Low Life                               | Amigo de Ddeok Dae       | junto a Jo Seung-woo, Kim Min-sun, Kim Hak-jun, Yoo Ha-jun y Kim Young-hoon                           |
| 2002 | The Bird Who Stops in the Air          | Estudiante Universitario | junto a Sol Kyung-gu, Kim So-hee, Kim Jung-tae y Lee Jae-yong                                         |

### Programas de variedades
| Año  | Título         | Notas                 |
| ---- | -------------- | --------------------- |
| 2017 | Happy Together | (ep. #496) - invitado |

## Premios y nominaciones
| Año  | Categoría             | Premio                   | Trabajo       | Resultado |
| ---- | --------------------- | ------------------------ | ------------- | --------- |
| 2016 | Best New Actor (Film) | 52nd Baeksang Arts Award | Shadow Island | Nominado  |
| 2016 | Best New Actor        | 25th Buil Film Award     | Shadow Island | Ganó      |